# Ommata amoena
Ommata amoena är en skalbaggsart som beskrevs av Pierre Émile Gounelle 1911. Ommata amoena ingår i släktet Ommata och familjen långhorningar.
Artens utbredningsområde är Paraguay. Inga underarter finns listade i Catalogue of Life.